# Qatar ExxonMobil Open 2013
Qatar ExxonMobil Open 2013 byl tenisový turnaj mužů na profesionálním okruhu ATP World Tour, hraný v areálu Khalifa International Tennis and Squash Complex na otevřených dvorcích s tvrdým povrchem. Konal se na úvod sezóny mezi 30. prosincem 2012 až 6. lednem 2013 v katarském hlavním městě Dauhá jako dvacátý první ročník turnaje.
Řadil se do kategorie ATP World Tour 250. Celkový rozpočet činil 1 150 720 dolarů.

## Dvouhra mužů

### Nasazení
| Stát      | Hráč                  | ATP1 | Nasazení |
| --------- | --------------------- | ---- | -------- |
| Španělsko | David Ferrer          | 5.   | 1.       |
| Francie   | Richard Gasquet       | 10.  | 2.       |
| Německo   | Philipp Kohlschreiber | 20.  | 3.       |
| Rusko     | Michail Južnyj        | 25.  | 4.       |
| Francie   | Jérémy Chardy         | 32.  | 5.       |
| Srbsko    | Viktor Troicki        | 38.  | 6.       |
| Španělsko | Feliciano López       | 40.  | 7.       |
| Španělsko | Pablo Andújar         | 42.  | 8.       |

- 1 Žebříček ATP k 24. prosinci 2012.

### Jiné formy účasti
Následující hráčí obdrželi divokou kartu do hlavní soutěže:
- Jabor Mohammed Ali Mutawa
- Mohamed Safwat
- Mousa Shanan Zayed

Následující hráči postoupili z kvalifikace:
- Daniel Brands
- Dustin Brown
- Jan Hernych
- Tobias Kamke

### Odhlášení
- Xavier Malisse
- Rafael Nadal[1]

## Mužská čtyřhra

### Nasazení
| Stát     | Hráč              | Stát      | Hráč            | ATP1 | Nasazení |
| -------- | ----------------- | --------- | --------------- | ---- | -------- |
| Švédsko  | Robert Lindstedt  | Srbsko    | Nenad Zimonjić  | 28.  | 1.       |
| Rakousko | Julian Knowle     | Slovensko | Filip Polášek   | 69.  | 2.       |
| Itálie   | Daniele Bracciali | Rakousko  | Oliver Marach   | 72.  | 3.       |
| Česko    | František Čermák  | Slovensko | Michal Mertiňák | 72.  | 4.       |

- 1 Žebříček ATP k 24. prosinci 2012.

### Jiné formy účasti
Následující dvojice obdrželi divokou kartu do hlavní soutěže:
- Abdulrahman Harib /  Mousa Shanan Zayed
- Jabor Mohammed Ali Mutawa /  Mohamed Safwat

## Přehled finále

### Mužská dvouhra
- Richard Gasquet vs.  Nikolaj Davyděnko, 3–6, 7–6(7–4), 6–3

Richard Gasquet vyhrál 8. singlový titul kariéry.

### Mužská čtyřhra
- Christopher Kas /  Philipp Kohlschreiber vs.  Julian Knowle /  Filip Polášek, 7–5, 6–4